# William Alfred Ismay
William Alfred Ismay ou Bill Ismay (10 avril 1910 - 13 janvier 2001) est un bibliothécaire, écrivain et collectionneur anglais originaire de Wakefield dans le West Yorkshire, connu pour son importante collection de céramique de studio (en) constituée après-guerre. La collection, appelée la W.A. Ismay Collection et qui a été léguée au musée du Yorkshire, est l'une des plus grandes collections au monde de poterie de studio du XXe siècle. Elle compte des œuvres de Bernard Leach, Hans Coper (en), Shōji Hamada, Takeshi Yasuda, David Leach, Dan Arbeid (en) et Lucie Rie.
Durant la Seconde Guerre mondiale, Ismay était affecté en Inde comme membre de la Royal Corps of Signals.
À partir de 1955, Ismay a réuni 3 600 œuvres de 500 artistes. À l'époque de sa retraite en 1975, il était bibliothécaire en chef de la bibliothèque de Hemsworth.
Il a été décoré de l'Ordre de l'Empire britannique. En 2014, une plaque commémorative a été dévoilée en son honneur.